# (9920) 1981 EZ10
(9920) 1981 EZ10 (1981 EZ10, 1999 DG7) — астероїд головного поясу, відкритий 1 березня 1981 року.
Тіссеранів параметр щодо Юпітера — 3,327.